# マッシモ・ダレマ
マッシモ・ダレマ（Massimo D'Alema、1949年4月20日 - ）は、イタリアの政治家、ジャーナリスト。代議院議員（7期）。
首相（第77代）、副首相兼外務大臣（第74代）、左翼民主党書記長（第2代）、左翼民主主義者書記長（初代）を歴任。
イタリア初の左翼民主主義者出身の首相だった。
イタリア共産党の政治家ジュセッペ・ダレマの息子。「ダレーマ」「ダ・レーマ」とも。

## 概要
イタリア共産党(PCI)から政治家としてのキャリアを開始し、タンジェントポリ（ミラノ地検による汚職摘発運動）事件によりキリスト教民主主義(DC)やイタリア社会党(PSI)などの旧勢力の権威が失墜し、イタリア政界の勢力図が新興の右派連合と左派連合の二大勢力の対立に収束されていこうとするさなかの1994年にPDS書記長に就任。1996年には社会主義インターナショナルの副議長に選ばれた。中道左派連合オリーブの木の躍進に貢献し、1998年に首相の地位についた。2000年4月、政権内の内紛により首相を辞任。2006年発足の第2次プローディ内閣の外務大臣に就任。